# Yves Deniaud
'Yves Deniaud (Parijs, 6 december 1901 – aldaar, 7 december 1959) was een Frans acteur en zanger.
Deniaud had als acteur een vijftigtal rollen in Franse langspeelfilms. Hij was ook gekend als radiopresentator Leguignon op de Franse radiozender RTL.
Met acteur Paul Frankeur voerde Deniaud ook nummers op in cabarets, waaronder de Caveau de la République.

## Filmografie (selectie)
- 1937: Drôle de drame van Marcel Carné, als politie-inspecteur in burger
- 1944: Cécile est morte van Maurice Tourneur, als Machepied
- 1949: Les Amants de Vérone van André Cayatte, als Ricardo
- 1954: Huis clos van Jacqueline Audry, als de oudere etage-kelner
- 1954: Si Versailles m'était conté... van Sacha Guitry, als boer

- Bibliothèque nationale de France: cb14003208r (data)
- Gemeinsame Normdatei: 130171190
- International Standard Name Identifier: 0000 0000 4581 9504
- Library of Congress Control Number: no2008150354
- SNAC: w6909h5g
- Système universitaire de documentation: 070521719
- Virtual International Authority File: 22338794
- WorldCat: E39PBJdcxygX39ycpXCHt8Rh73